# Arménie aux Jeux olympiques de la jeunesse d'hiver de 2012
L'Arménie a participé aux Jeux olympiques de la jeunesse d'hiver de 2012 à Innsbruck en Autriche du 13 au 22 janvier 2012. L'équipe arménienne était composée de trois athlètes dans deux sports.

## Résultats

### Biathlon
L'Arménie a qualifié une fille.
Femmes
| Athlète          | Épreuve | Finale           | Finale           | Finale           |
| Athlète          | Épreuve | Temps            | Manqués          | Rang             |
| ---------------- | ------- | ---------------- | ---------------- | ---------------- |
| Zhenya Grigoryan | Sprint  | N'a pas terminée | N'a pas terminée | N'a pas terminée |

### Ski de fond
L'Arménie a qualifié une équipe d'un homme et d'une femme.
Homme
| Athlète          | Épreuve      | Finale        | Finale |
| Athlète          | Épreuve      | Temps         | Rang   |
| ---------------- | ------------ | ------------- | ------ |
| Hrachik Sahakyan | 10 km hommes | 38 min 25 s 7 | 45     |

Femme
| Athlète       | Épreuve     | Finale        | Finale |
| Athlète       | Épreuve     | Temps         | Rang   |
| ------------- | ----------- | ------------- | ------ |
| Lilit Tonoyan | 5 km femmes | 20 min 59 s 6 | 39     |

Sprint
| Athlète          | Épreuve       | Qualification | Qualification | Quart de finale | Quart de finale | Demi-finale   | Demi-finale   | Finale        | Finale        |
| Athlète          | Épreuve       | Total         | Rang          | Total           | Rang            | Total         | Rang          | Total         | Rang          |
| ---------------- | ------------- | ------------- | ------------- | --------------- | --------------- | ------------- | ------------- | ------------- | ------------- |
| Hrachik Sahakyan | Sprint hommes | 2 min 02 s 56 | 45            | Non qualifié    | Non qualifié    | Non qualifié  | Non qualifié  | Non qualifié  | Non qualifié  |
| Lilit Tonoyan    | Sprint femmes | 2 min 28 s 11 | 39            | Non qualifiée   | Non qualifiée   | Non qualifiée | Non qualifiée | Non qualifiée | Non qualifiée |